# Ma-Xu Weibang
Ma-Xu Weibang (chinesisch 馬徐維邦 / 马徐维邦, Pinyin Mǎxú Wéibāng, Jyutping Maaceoi4 Wai4bong1; eigentlich 徐維邦 / 徐维邦,  Xú Wéibāng, Jyutping Ceoi4 Wai4bong; * 1905 in der Provinz Zhejiang; † 14. Februar 1961 in Hongkong) war ein chinesischer Filmregisseur.

## Leben
Ma-Xu Weibang studierte am Shanghai Institute of Arts. 1924 verließ er die Schule und trat in kleinen Rollen als Schauspieler bei der Filmgesellschaft Mingxing auf. Sein Regiedebüt hatte er bereits 1926, doch sein erster kommerzieller Erfolg gelang ihm erst zehn Jahre später mit dem romantischen Mystery-Thriller Ye ban ge sheng (Song at Midnight, 1937), der auch als erster chinesischer Horrorfilm gilt. Er spielt in einem verfallenen Theater, wo ein Mann mit einem von Säure zerfressenen Gesicht lebt – eine Variation von Das Phantom der Oper. 1941 drehte Ma-Xu eine Fortsetzung des Films, und 1995 entstand unter der Regie von Ronny Yu eine Neuverfilmung mit dem Titel The Phantom Lover und Leslie Cheung in der Hauptrolle.
Ma-Xu nutzte das Interesse an dieser Art Filmen und drehte gleich 1938 mit Walking Corpse in an Old House und The Lonely Soul zwei weitere Horrorfilme. Während der japanischen Besatzung von Shanghai war er an der Produktion des umstrittenen pro-japanischen Propagandafilms Wan shi liu fang (The Opium War, 1943), Ko-Regie: Bu Wancang, beteiligt. Nach dem Krieg ging er nach Hongkong und drehte dort 1949 The Haunted House, der von vielen Filmkritikern für sein bestes Werk gehalten wird. Während der 1950er Jahre arbeitete er für den Hongkong-Film. Seine Filmografie umfasst insgesamt 33 Titel.
Ma-Xu Weibang starb 1961 in Hongkong bei einem Verkehrsunfall.

## Anmerkung
- a) Xu Weibang (chinesisch 徐維邦 / 徐维邦, Pinyin Xú Wéibāng, Jyutping Ceoi4 Wai4bong) heiratete in die Familie seiner Frau ein, daher nahm er nach der Eheschließung den Familiennamen seiner Frau als Doppelname „Ma-Xu“ (馬徐 / 马徐,  Mǎxú, Jyutping Maa5ceoi4) an.